# Sonja Glauch
Sonja Glauch (* 1967) ist eine deutsche Philologin und Mediävistin. Schwerpunkt ihrer Arbeit ist die Literatur des deutschen und europäischen Mittelalters.

## Leben
Nach einem Studium der Germanischen und Deutschen Philologie, Indogermanistik und Buchwissenschaft an der Friedrich-Alexander Universität Erlangen-Nürnberg (Magisterexamen 1992) war Sonja Glauch zunächst Mitarbeiterin an der Edition und Kommentierung der Ebstorfer Weltkarte (Erlangen, 1994–96), vertrat eine Assistentenstelle in Erlangen 1996/97, ging nach der Promotion 1997 als Mitarbeiterin an die UB Heidelberg (Katalogisierung der Codices Palatini germanici, 1998–99) und war schließlich Wissenschaftliche Assistentin bzw. Oberassistentin am Lehrstuhl für Germanische und Deutsche Philologie in Erlangen (1999–2007, Habilitation 12/2005). Seit dem November 2007 war sie dort Akademische Oberrätin und wurde im Juli 2019 zur Außerplanmäßigen Professorin ernannt.
Ihre Dissertation wurde 1998 mit dem Max-Weber-Preis der Bayerischen Akademie der Wissenschaften ausgezeichnet. Eine Gastprofessur führte sie an die Universität Wien (SS 2008), eine Professurvertretung an die LMU München (SS 2009 und WS 2009/10).
Schwerpunkte ihrer Arbeit sind die althochdeutsche und mittelhochdeutsche Literatur, besonders unter Aspekten der Poetologie, Ästhetik und der historische Narratologie. Sie hat sich zudem mit Themen der Paläographie und Handschriftenkunde sowie der Überlieferungsgeschichte beschäftigt.
Sonja Glauch ist Mitherausgeberin der Buchreihe 'Studien zur historischen Poetik'. Als eine Pionierin der Digital Humanities ist sie zudem Mitgründerin und Redakteurin des Fachinformations-Online-Portals 'Mediaevum.de' und Mitherausgeberin der Online Edition 'Lyrik des deutschen Mittelalters (LDM)'.

## Schriften (Auswahl)
Monographien
- An der Schwelle zur Literatur: Elemente einer Poetik des höfischen Erzählens. Winter Verlag, Heidelberg 2009, ISBN 978-3-8253-5532-6
- Die Codices Palatini germanici in der Universitätsbibliothek Heidelberg (Cod. Pal. germ. 1–181). Bearbeitet von Karin Zimmermann unter Mitwirkung von Sonja Glauch, Matthias Miller und Armin Schlechter. (Kataloge der Universitätsbibliothek Heidelberg 6) Reichert Verlag, Wiesbaden 2003, ISBN 3-89500-152-X
- zusammen mit Hartmut Kugler und Antje Willing: Die Ebstorfer Weltkarte. Kommentierte Neuausgabe in zwei Bänden. Akademie Verlag, Berlin 2007, ISBN 978-3-05-004117-9
- Die Martianus-Capella-Bearbeitung Notkers des Deutschen. I: Untersuchungen. II: Übersetzung von Buch I und Kommentar. Niemeyer Verlag, Tübingen 2000, ISBN 3-484-89116-5

Herausgegebene Bände
- mit Robert Plath und Sabine Ziegler: Karl Hoffmann: Aufsätze zur Indoiranistik. Band 3. Reichert Verlag, Wiesbaden 1992, ISBN 3-88226-532-9
- Karl Bertau: Schrift – Macht – Heiligkeit in den Literaturen des jüdisch-christlich-muslimischen Mittelalters. De Gruyter, Berlin/New York 2005, ISBN 3-11-017468-5
- Große Texte des Mittelalters. Erlanger Ringvorlesung 2003. Palm und Enke, Erlangen 2005, ISBN 3-7896-0831-9
- zusammen mit Susanne Köbele, Uta Störmer-Caysa: Projektion – Reflexion – Ferne. Räumliche Vorstellungen und Denkfiguren im Mittelalter. Hartmut Kugler zum 65. Geburtstag. De Gruyter, Berlin/Boston 2011, ISBN 978-3-11-022145-9
- mit Florian Kragl und Uta Störmer-Caysa: Der philologische Zweifel. Ein Buch für Dietmar Peschel. Fassbaender, Wien 2016, ISBN 978-3-902575-72-2
- mit Katharina Philipowski: Von sich selbst erzählen. Historische Dimensionen des Ich-Erzählens. Winter, Heidelberg 2017, ISBN 978-3-8253-6862-3

Aufsätze (in Auswahl)
- Fiktionalität im Mittelalter; revisited. In: Poetica. Zeitschrift für Sprach- und Literaturwissenschaft 46 (2014), S. 85–139.
- mit Jonathan Green: Lesen im Mittelalter. Forschungsergebnisse und Forschungsdesiderate. In: Buchwissenschaft in Deutschland. Ein Handbuch. Hrsg. v. Ursula Rautenberg, De Gruyter, Berlin/Boston 2013, S. 361–410, ISBN 978-3-11-020036-2.
- St. Gallen. In: Schreiborte des Mittelalters: Skriptorien ‒ Werke ‒ Mäzene. Hrsg. v. Martin Schubert, De Gruyter, Berlin/Boston 2013, S. 493–512 ISBN 978-3-11-021792-6
- Zweimal 'Erec' am Anfang des deutschen Artusromans? Einige Folgerungen aus den neugefundenen Fragmenten. In: Zeitschrift für deutsche Philologie 128 (2009), S. 47–371.
- Poetische Evidenz. 'Mythos' als Denkform oder als erzählerisches Kalkül im 'Lancelot' Chrétiens de Troyes? In: Mythos – Sage – Erzählung. Gedenkschrift für Alfred Ebenbauer. Hrsg. v. Johannes Keller und Florian Kragl. V&R Unipress, Göttingen 2009, S. 105–127.
- Neue Medien, alte Texte? Überlegungen zum Ertrag digitaler Ressourcen für die Altgermanistik. In: Literatur und Literaturwissenschaft auf dem Weg zu den neuen Medien. Hrsg. v. Michael Stolz, Lucas Marco Gisi und Jan Loop. germanistik.ch, Zürich 2005, S. 13–28.

- Die fabelen sol ich werfen an den wint. Der Status der arthurischen Fiktion im Reflex: Thomas, Gotfrid und Wolfram. In: Poetica. Zeitschrift für Sprach- und Literaturwissenschaft 37 (2005), S. 29–64.
- Inszenierungen der Unsagbarkeit. Rhetorik und Reflexion im höfischen Roman. In: Zeitschrift für Deutsches Altertum und Deutsche Literatur 132 (2003), S. 148–176.